# Ruino
Ruino là một đô thị ở tỉnh Pavia trong vùng Lombardia của Ý, có cự ly khoảng 60 km về phía nam của Milan và khoảng 30 km về phía đông nam của Pavia. Tại thời điểm ngày 31 tháng 12 năm 2004, đô thị này có dân số 785 người và diện tích là 21,3 km².
Ruino giáp các đô thị sau: Borgoratto Mormorolo, Caminata, Canevino, Fortunago, Montalto Pavese, Nibbiano, Rocca de' Giorgi, Val di Nizza, Valverde, Zavattarello.